# Michael Guglhör
Michael Guglhör (* 13. März 1897 in Unterau bei Schlehdorf am Kochelsee, Oberbayern; † 10. September 1943 in Levie auf Korsika) war ein deutscher SS-Führer. Er wurde vor allem bekannt als Führungsfigur in der Frühphase der SS.

## Leben und Tätigkeit
Zum 16. März 1926 trat Guglhör in die NSDAP ein (Mitgliedsnummer 34.017). Vom 18. März 1926 bis zum 1. Mai 1927 gehörte Guglhör außerdem der Sturmabteilung (SA), der paramilitärischen Kampforganisation der NSDAP, an. Zum 1. Mai 1927 wechselte er in die Schutzstaffel (SS-Nummer 1.012), die parteiinterne Polizeitruppe der NSDAP, in der er den Posten des Führers der Münchener SS übernahm. Durch Gesuch vom 27. Dezember 1927 an die Oberleitung der SS erklärte Guglhör die Niederlegung seines Amtes aus familiären Gründen. Hintergrund war das außereheliche Verhältnis von Guglhörs Ehefrau mit einem ihm untergeordneten SS-Angehörigen namens Max Hauth. Der damalige Reichsführer der SS, Erhard Heiden, gab diesem Gesuch in seinem Antwortbescheid vom 28. Dezember 1927 statt.
Die Führung der SS in München ging in der Folge an Sepp Dietrich über. Guglhör gehörte anschließend bis in den Zweiten Weltkrieg hinein dem Stab des SS-Abschnitts I an, zuletzt im Rang eines SS-Sturmbannführers.
Durch Anordnung Hitlers vom 28. Dezember 1927 wurde Guglhör und sein Kontrahent Hauth aus der NSDAP für die Dauer der Ehescheidungsklage Guglhörs ausgeschlossen. Nachdem die Ehescheidungsklage zurückgezogen wurde, kehrte Guglhör 1928 in die NSDAP zurück.
In den Münchener Adressbüchern ist Guglhör 1938 und 1943 mit Wohnsitz in der Perlacher Straße 49 verzeichnet.

## Nachlass
Im Bundesarchiv haben sich Personalunterlagen zu Guglhör erhalten: So eine SS-Personalakte und eine Akte des Obersten Parteigerichts der NSDAP zu ihm (Mikrofilm OPG D 84, 101–160).